# Sepoltura celeste

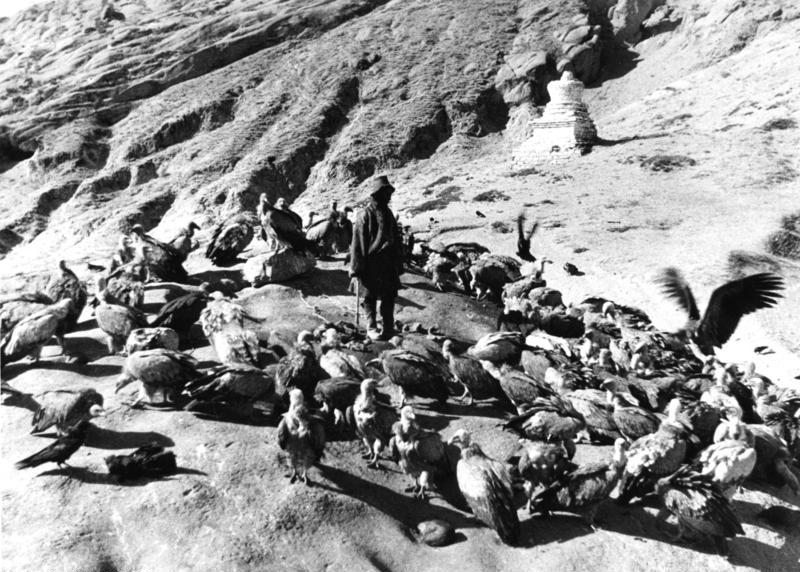
Sepolture celesti a Lhasa.

La sepoltura celeste (anche conosciuta come "funerale celeste") è un antico rito funerario tibetano, ancora oggi largamente praticato. Il rito prevede che il corpo del defunto venga scuoiato, smembrato con un'ascia ed esposto agli avvoltoi per cibarsene. In Tibet la pratica è nota come jhator, che vuol dire fare l'elemosina agli uccelli. Negli anni '60-'70 la Cina ha vietato questa pratica, che è tornata ad essere legale dagli anni '80.

## Il rituale
Il tomden, il maestro buddista del cerimoniale, scuoia il cadavere dalla testa ai piedi, lasciando al contatto dell'aria le interiora e le ossa. Gli avvoltoi cominciano a volteggiare sopra il luogo del rituale, attirati dal fumo del ginepro e dall'odore della carne. Il tomden chiama gli avvoltoi usando l'espressione Shey, Shey ("Cibatevi, cibatevi"). Gli uccelli, attirati dalla carne, discendono così dal cielo e si nutrono del corpo dell'uomo morto. Le ossa e il cervello poi vengono frantumati con un martello di pietra e mescolati con farina d'orzo. Il tomden richiama ancora gli avvoltoi, che ridiscendono per mangiare gli ultimi resti.

## Scopo e significato
La sepoltura celeste rappresenta la morte come episodio del tutto naturale, parte dell'eterno ciclo delle rinascite. Secondo la cultura buddhista, il corpo è un semplice involucro che permette di compiere il viaggio della vita. Dopo la morte generalmente i lama svolgono la pratica del Phowa il "trasferimento della coscienza", in presenza della persona morta, lo spirito abbandona il corpo che di conseguenza rimane vuoto e non ha alcuna necessità di essere conservato. Lasciare il proprio corpo in pasto agli avvoltoi è un atto finale di generosità da parte del defunto nei confronti del mondo della natura che crea un legame con il ciclo della vita e facendo questo il defunto ripaga i suoi 'debiti karmici' con gli altri esseri. Gli avvoltoi infatti sono uccelli che si cibano solo di animali morti e inoltre sono venerati e considerati dai tibetani una manifestazione delle ḍākinī, gli equivalenti tibetani degli angeli (ḍākinī, in tibetano khandroma che significa "colei che percorre lo spazio").

## Motivazioni pratiche
Benché abbia un significato religioso, questo tipo di sepoltura risponde ad esigenze pratiche: in gran parte del Tibet, a causa delle grandi altitudini, il terreno è principalmente roccioso e spesso ghiacciato, rendendo difficile lo scavo di fosse. Inoltre, trovandosi la maggioranza del Tibet al di sopra della linea degli alberi, la scarsità di legname rende poco praticabile la cremazione.

Dal punto di vista pratico questo tipo di funerale è il miglior sistema ecologico per lo smaltimento dei cadaveri, considerate le condizioni locali di cui sopra.